# Horváth Z. Zoltán
Horváth Z. Zoltán (1955. március 12. – 1996. szeptember 15.) magyar tibetológus, filozófiatörténész, fordító, egyetemi oktató. Szakterülete a buddhista (indiai és tibeti) logika, ismeretelmélet. Az ELTE Bölcsészettudományi Kar egykori oktatója.

## Életpályája
Horváth Z. Zoltán a budapesti Toldy Ferenc Gimnáziumban érettségizett 1973-ban. Az ELTE Bölcsészettudományi Karán, tibeti–általános nyelvészet szakon végzett 1982-ben. 1974-től 1983-ig az MTA Irodalomtudományi Intézetében volt könyvtáros, majd az MTA Orientalisztikai Munkaközösségének munkatársa volt. A szakmai mesterei voltak Uray Géza, Kara György, Tőkei Ferenc és az osztrák Ernst Steinkellner.
Elsősorban buddhista (indiai és tibeti) logikával foglalkozott, s e tárgykörben tartott egyetemi kurzusokat, előadásokat. 1992-től tanított a szegedi József Attila Tudományegyetemen, a budapesti Tan Kapuja Buddhista Főiskolán és 1986-tól az Eötvös Loránd Tudományegyetem tibeti szakán egészen a tragikus hirtelenséggel bekövetkezett haláláig.
Szakfordítóként a legismertebb munkája Mircea Eliade: A jóga (Európa Könyvkiadó 1996) című művének franciából magyarra fordítása, amelyet messzemenő szakmai precizitással végzett el.

## Publikációi (válogatás)
- „Az összetett mulandóságról való tanítás”. In: Ecsedy I. (szerk.), Uray Géza emlékére. (Történelem és Kultúra 8.) Budapest: MTA Orientalisztikai Munkaközösség, 1992, 69-78. o.
- „Klong-rdols Classification of Valid Logical Reasons”. In: Acta Orientalia Academiae Scientiarium Hung. 43, 1989, 391-397. o.
- „Structure and Content of the Chad-ma rigs pa'i gter”. An epistemological treatise of Saskya Pandita. In: Ligeti, L. (szerk.); Tibetan and Buddhist Studies”. Commemo rating the 200th Anniversary of the Birth of Alexan der Csoma de Körös. Vol. 1. Budapest: Akadémiai kiadó, 1984, 267-302. o.
- „The Classification of Valid Logical Reasons in Terms of their own Nature (no-bo)”. In: Uebach, H. - Panglung, J. L. (szerk.), Tibetan Studies. München: Bayerische Akademie der Wissenschaften, 1988, 203-207. o.
- „Tibeti irodalom”. In: Szerdahelyi I. (szerk.), Világirodalmi lexikon 15. Taa-tz. Budapest: Akadémiai kiadó, 1993, 487-490. o.

## Fordításai (válogatás)
- Száműzetésben – szabadon – a tibeti Dalai Láma önéletírása. Budapest: Írás Kiadó, 1990
- Eliade, M.: Jóga. Budapest: Európa, 1996.
- Bazaron, E., Tibeti medicina. A tibeti orvostudomány körvonalai. Budapest: Noran kiadó, 1998 (Nagy Zoltánnal)